# 净潭乡
净潭乡，是中华人民共和国湖北省天门市下辖的一个乡镇级行政单位。

## 行政区划
净潭乡下辖以下地区：
净潭社区、净潭村、沈鲁村、蒋场村、钟村、沙口村、老屋嘴村、东西湖村、么屋村、丰乐村、张场村、华福村、前七村、华严村、杨文村、状元湾村、荷花池村、蒋三台村、鲁家河村、东湖口村、程家门村、白湖口村、文台村、双沟桥村和五条村。